# Kumen
Kumen je triviální název pro isopropylbenzen (systematický název (propan-2-yl)benzen), organickou sloučeninu patřící mezi aromatické uhlovodíky. Je složkou surové ropy i rafinovaných paliv. Jedná se o hořlavou bezbarvou kapalinu s teplotou varu 152 °C. Skoro všechen kumen vyráběný průmyslově jako čistá látka se převádí kumenovým procesem na kumenhydroperoxid, který je surovinou pro syntézu jiných důležitých chemikálií, například fenolu nebo acetonu.

## Výroba
Komerční výroba kumenu vychází z katalytické alkylace benzenu s přidáním propenu. Jako katalyzátor lze použít tuhou kyselinu fosforečnou nanesenou na oxidu hlinitém, což se využívalo do poloviny 90. let 20. století. Tehdy však tuto výrobu vytlačily zeolitové katalyzátory.